# Steam
Pour les articles homonymes, voir Steam (homonymie).
Steam est une plateforme de distribution de contenu en ligne, de gestion des droits et de communication développée par Valve et disponible depuis le 12 septembre 2003. Orientée vers les jeux vidéo, elle permet aux utilisateurs d'acheter des jeux, du contenu pour les jeux, de les mettre à jour automatiquement, de gérer la partie multijoueur des jeux et offre des outils communautaires autour des jeux utilisant Steam.
En mars 2025, Steam propose près de 105 000 jeux et logiciels publiés sur la plateforme dont la cadence fut accélérée par l'ouverture progressive de la plateforme via Steam Greenlight en juillet 2012 puis Steam Direct en juin 2017. Depuis octobre 2012, un service est consacré aux logiciels. 
Steam comptait en février 2015 plus de 125 millions d'utilisateurs inscrits et le milliardième compte est créé en mai 2019. En mars 2025, Steam effectue un pic à 40 millions de joueurs connectés à la plateforme de manière simultané dont 12.7 millions en jeu, les 30 millions ayant été atteints en octobre 2022 et les 20 millions en mars 2020.

## Historique

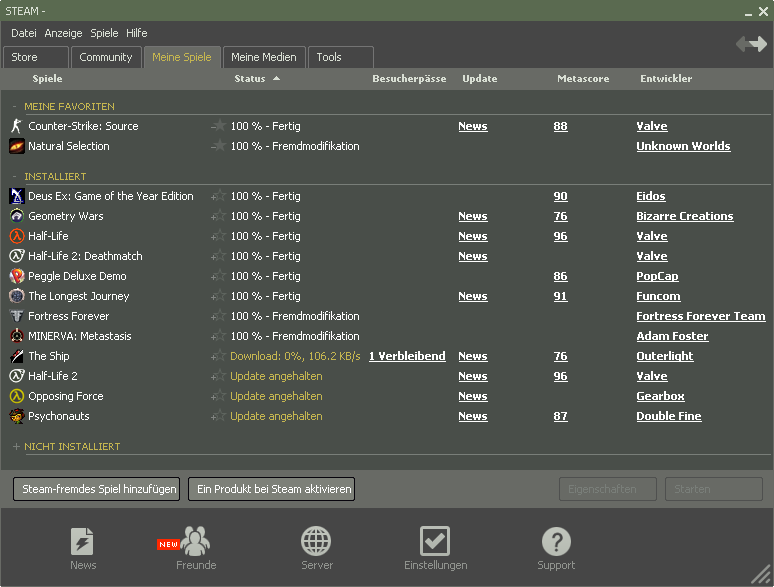
Fenêtre principale de l'ancienne interface de Steam avec la liste des jeux. (Image datant de 2007).

Initialement, Steam est présenté en mars 2002 comme un système permettant de simplifier la diffusion de contenu. Le client devait permettre l'automatisation de la mise à jour des jeux, notamment Counter-Strike, mais aussi, leur téléchargement. Il devait aussi remplacer le système multijoueur de Half-Life, WON, afin d'assurer une indépendance de Valve par rapport à son éditeur d'alors, Sierra. Le client fut lancé en version finale le 13 septembre 2003. Il connut de nombreux problèmes de surcharge des serveurs dus à l'affluence des joueurs souhaitant jouer à la dernière version de Counter-Strike.
Ces problèmes furent à nouveau sur le devant de la scène lors de la sortie de Half-Life 2, qui fut le premier jeu commercial à utiliser exclusivement Steam pour fonctionner : il fallait obligatoirement créer un compte Steam pour activer le jeu et ce dernier était irrémédiablement lié à ce compte Steam. Le grand succès du jeu a là aussi surchargé les serveurs et causé des problèmes d'activation du jeu au démarrage. Fin 2005, les premiers jeux tiers commencèrent à être vendus sur Steam. Ce fut le début d'une rapide accession en notoriété pour Steam en tant que plate-forme de distribution dématérialisée de jeux sur PC. De nos jours, la plupart des éditeurs de jeux vendent une grande partie de leurs titres sur Steam. Steam attire aussi les développeurs indépendants, qui y voient un bon moyen de réduire les coûts de développement et de distribution et de gagner en visibilité[réf. souhaitée].
| 2006 | 71     |
| 2007 | 136    |
| 2008 | 242    |
| 2009 | 379    |
| 2010 | 275    |
| 2011 | 280    |
| 2012 | 302    |
| 2013 | 434    |
| 2014 | 1 715  |
| 2015 | 2 827  |
| 2016 | 4 664  |
| 2017 | 6 940  |
| 2018 | 8 889  |
| 2019 | 8 105  |
| 2020 | 9 705  |
| 2021 | 11 335 |
| 2022 | 12 450 |
| 2023 | 14 469 |
| 2023 | 18 984 |

En 2010, l'interface de Steam a été entièrement refondue et améliorée pour préparer l'arrivée sous Mac OS X. C'est aussi l'occasion pour Valve de porter certains de ses jeux sous Mac. Le 10 novembre 2011, Steam est victime d'un piratage informatique. Le lendemain, Valve confirme que des intrus ont eu accès à la base de données de la plate-forme, contenant noms, mots de passe, adresses et informations bancaires. Valve assure n'avoir « pas connaissance d'une récupération, par les intrus, des numéros de cartes bancaires chiffrés ou des informations personnelles, ni que ces informations aient été compromises » mais recommande tout de même à ses utilisateurs de changer leurs identifiants et de surveiller leurs comptes bancaires.
Le 25 avril 2012, un portage natif de Steam et du Source Engine sur les systèmes GNU/Linux est en cours ; elle est rendue publique le 14 février 2013. Cette version permet aux joueurs sur GNU/Linux de jouer à quelques jeux compatibles, dont en premier lieu Left 4 Dead, sans passer par Wine.
En août 2019, Valve et Perfect World ont annoncé une version chinoise de Steam conforme aux lois chinoises de censure d'Internet.
À partir de décembre 2022, la plateforme Steam est disponible sur les Tesla Model S et X restylées.

## Fonctionnalités
Pour l'utilisateur, Steam se présente sous la forme d'un logiciel à télécharger et à installer sur son ordinateur, sur Microsoft Windows, Mac OS X ou GNU/Linux. Steam, dans une version plus limitée, est également disponible sur iOS et Android depuis janvier 2012. Ces applications permettent aux utilisateurs de se connecter à leur compte, d'accéder au magasin en ligne, de communiquer avec leurs amis et, bien sûr, de lancer les jeux installés via Steam. À noter que les jeux liés à Steam peuvent également être lancés par un raccourci dédié, mais cela a pour effet de lancer Steam si ce n'est pas déjà le cas. Lors de la première utilisation d'un jeu (pour activation), voire pour certains titres, à chaque utilisation, un certain nombre d'informations sont échangées avec les serveurs Steam. De ce fait, une connexion internet est nécessaire pour jouer à certains jeux.
La boutique Steam se présente comme n'importe quel site de commerce électronique et propose une large sélection de jeux vidéo et de logiciels à acheter. Elle est accessible aussi bien depuis le client Steam que depuis un navigateur web classique. Des soldes sont aussi organisés, en général en même temps que les périodes de soldes traditionnels aux États-Unis, fin novembre ou à la fin de l'année.
Il arrive aussi que pendant une période limitée, un jeu soit mis gratuitement à disposition de tous les joueurs, soit à des fins promotionnelles, soit pour un bêta-test public.

## Services complémentaires
(janvier 2018).

### Outils

#### Steamworks
Steamworks est un ensemble d'interfaces de programmation à destination des développeurs désirant intégrer des fonctionnalités de Steam, tels les succès, la recherche de serveurs multijoueurs, le système anti-triche, le système de gestion des droits numériques, Steam Cloud ou encore le contenu téléchargeable optionnel,,. Il permet aux développeurs tiers d'intégrer un jeu à Steam et leur évite d'avoir à recréer toutes ces fonctionnalités. La plupart des jeux utilisant Steamworks sont vendus sur Steam, mais tous les jeux vendus sur Steam n'utilisent pas forcément Steamworks et peuvent intégrer leur propre système de gestion des droits numériques ou des outils concurrents tels Games for Windows Live.
Steamworks a été adopté par un grand nombre de développeurs, tels que Infinity Ward, The Creative Assembly, etc. Epic Games l'a même intégré aux outils de développement de son moteur Unreal Engine.

#### Steam Cloud
Steam Cloud permet de stocker les données d'un jeu sur les serveurs de Valve en plus de chez le client,. Cela permet à l'utilisateur de conserver ses paramètres, par exemple, la configuration des touches du clavier dans un jeu ou les sauvegardes et de les retrouver d'une machine à l'autre,.

#### Steam Greenlight
Steam Greenlight est une rubrique annoncée le 9 juillet 2012 et lancée le 30 août 2012 permettant aux développeurs et éditeurs, pour la plupart indépendants, de proposer leurs jeux vidéo. Cette démarche permet de recenser l'avis de la communauté d'utilisateurs plutôt que celui d'une petite équipe en interne. Le vote repose sur un système de jauge, remplie par les votes positifs des utilisateurs de Steam. Les premiers jeux à avoir reçu le « feu vert » de la communauté sont annoncés le 11 septembre 2012 et le premier jeu est lancé le 25 septembre 2012. À la date du 7 février 2013, 42 jeux ont reçu le « feu vert » de la communauté et 14 ont été officiellement publiés sur le magasin Steam. Depuis le 17 octobre 2012, les développeurs et éditeurs peuvent également proposer des logiciels et concepts.
Cependant, le Greenlight a suscité la controverse, beaucoup de jeux proposés n'étant que des canulars ou de la publicité, servant à dénoncer les dérives de Greenlight, soit dans le but de récolter de l'argent facile grâce à un bad buzz, principalement via les sites de partage vidéo (notamment pour Goat Simulator).
Le 6 juin 2017, Valve annonce la fin du Steam Greenlight pour le remplacer par Steam Direct le 13 juin 2017. Pendant l'intervalle de temps, les développeurs ne pouvaient plus proposer de jeux à la communauté. Durant cette semaine de battement, les quelque 3 400 dernières requêtes de participations de Greenlight ont été traitées par l'équipe de Steam. Après 5 ans d'existence, l'initiative aura soulevé l'intérêt de plus de 10 millions d'utilisateurs pour un total de 90 millions de votes.

#### Steam Direct
À la suite de l'arrêt de Steam Greenlight, Steam Direct est lancé pour remplacer celui-ci le 13 juin 2017. Steam Direct a donc pour but de permettre au développeurs de publier leurs jeux plus facilement sur Steam.
Les principales différences sont que Greenlight demandait, pour obtenir un compte développeur, un don de 100 dollars pour limiter les spammeurs tandis que Steam Direct demande également des frais de 100 dollars, mais permet de publier un seul jeu. Aussi Steam Direct permet de publier les jeux plus vite que sur Greenlight avec un système de formulaire.

#### Steam Play
En 2010, Valve lance Steam Play, une fonctionnalité permettant aux utilisateurs de Steam de pouvoir accéder depuis n'importe quel système d'exploitation (quand celui-ci est disponible sur plusieurs systèmes) à un jeu sans avoir à l'acheter plusieurs fois.
Le 21 août 2018, Steam fait évoluer Steam Play après deux ans de développement, pour permettre aux utilisateurs Steam d'utiliser un jeu peu importe son système d'exploitation sans que cela pose de problème. Ainsi, les joueurs sous Linux par exemple auront accès à des jeux Windows non natif Linux en les rendant compatibles, faisant augmenter le nombre d'utilisateurs Linux sur Steam,. Pour ce faire, Steam se base sur Wine, un logiciel permettant à des logiciels conçus seulement pour Windows de fonctionner dans d'autres environnements comme Linux ou Mac OS X et crée ainsi Proton.

#### Steam Workshop
Le Steam Workshop permet aux joueurs de partager du contenu qu'ils ont créé eux-mêmes (scénarios, mods, cartes, etc.) pour les jeux supportant cette fonctionnalité.

#### Marché Steam
Le marché Steam est un marché virtuel sorti en version bêta le 12 décembre 2012 sur lequel les joueurs peuvent acheter et vendre des objets virtuels avec l'argent présent dans leur porte-monnaie. Les joueurs peuvent ajouter de l'argent à leur porte-monnaie en ajoutant de l'argent directement ou en vendant des objets sur le marché Steam. Présentement[Quand ?], il est possible d'y acheter des cartes d'échanges Steam pour créer des badges et des items pour des jeux tels que Team Fortress 2, Dota 2 et Counter-Strike: Global Offensive.
Le marché Steam a été monté sous la houlette de l'ex ministre des finances de la Grèce Yánis Varoufákis. Ce dernier a été recruté par le PDG de Valve, Gabe Newell qui suivait le site de Varoufákis qui traitait notamment des mesures d'austérité imposées à la Grèce. Gabe Newell écrira : « En me débattant avec certains des problèmes les plus pointus posés par les balances des paiements, j'ai réalisé que c'était exactement la même situation qu'entre la Grèce et l'Allemagne – une idée qui ne me serait jamais venue si je n'avais pas lu votre [celui de Yanis Varoufákis] blog ».

#### Cartes Steam
Les cartes Steam sont un système d'échanges de cartes permettant de gagner des cartes à collectionner dans certains jeux pour créer des badges. Ceux-ci permettent d'augmenter son niveau et d'obtenir divers bonus (des émoticônes ou des arrière-plans de profil par exemple).

#### Steam Family Sharing
En 2013, Valve ajoute Steam Family Sharing ; un outil permettant de partager la majorité de ses jeux à d'autre compte séparé,,. Le partage peut se faire jusqu'à 10 appareils différents et 5 comptes au maximum par tranche de 90 jours.

#### Steam Home Streaming
Ce service permet de diffuser un jeu en cours d'exécution sous forme de vidéo, par le biais d'une connexion internet. Il est possible de l'activer ou non via les paramètres de Steam. Cette option propose plusieurs réglages comme le débit ou la qualité de diffusion.
La diffusion est proposée gratuitement sur la plateforme Steam, sachant que d'autres systèmes en ligne proposent ce service avec des fonctionnalités plus poussées, et qui requièrent un compte utilisateur avec une licence payante.

## Steam Awards
En 2016, Valve lance ses propres récompenses de jeux vidéo, les Steam Awards. Huit catégories sont créées, plus quatre autres choisies par le public. La communauté a la possibilité de voter pour un jeu sur quatre sur chaque catégorie via Steam, pendant les soldes d'hiver, les jeux choisis étant sujets ensuite à de grosses promotions.

## Controverses

### Accord de souscription Steam
L'accord de souscription Steam (ASS) liste les conditions générales d'utilisation de Steam. Toute personne souhaitant utiliser la plate-forme doit les accepter. Il stipule, notamment, que le joueur n'est pas propriétaire des jeux qu'il achète, qu'il ne peut les revendre, et que Steam n'a pas d'obligation de résultat quant à la disponibilité des contenus qu'il héberge. Plusieurs clauses de cet accord ont été attaqués par l'association UFC Que choisir, jugées abusives par le tribunal et donc réputées non écrites.

### Position dominante et commissions
Steam prélève depuis son lancement une commission de 30 % sur les ventes effectuées via son magasin en ligne, jugée excessive par de nombreux développeurs et éditeurs de jeux vidéo. Certains gros éditeurs ont lancé leur propre plateforme de vente, mais leur catalogue est réduit car il ne contient souvent que leurs propres jeux. De plus, nombre d'entre eux ne peuvent se passer de Steam qui représente environ les trois quarts du marché de la distribution numérique de jeux vidéos. Seuls Electronic Arts, entre le lancement d'Origin en 2011 et 2019, et Activision, entre 2018 et 2022, ont choisi de boycotter Steam pour commercialiser leurs jeux.
Valve, qui avait jusqu'ici peu de concurrents, voit depuis 2018 émerger d'autres acteurs qui souhaitent lui faire concurrence, comme Epic Games, qui a lancé l'Epic Games Store en annonçant une commission de seulement 12 %.

### Distribution des mods
L'une des polémiques les plus importantes à laquelle Steam a fait face concerne la mise en place, le 23 avril 2015, d'une fonctionnalité d'achat de mods, traditionnellement gratuits, sur laquelle seulement 25 % du prix était reversé au créateur,. Devant la polémique, Steam annonce cinq jours plus tard faire machine arrière.

### Retrait de jeux
En décembre 2012, Valve retire de la vente The War Z (aujourd'hui connu sous le nom de Infestation: Survivor Stories) à la suite de la grogne des acheteurs estimant que la fiche produit du jeu faisait une publicité mensongère.
En décembre 2014, le jeu Hatred, ultra-violent et accusé d'inciter à la haine raciale, malgré un plébiscite sur la plate-forme Greenlight, est évincé du réseau de distribution.
En juillet 2017, Valve censure le jeu House Party estimant qu'il contient du contenu pornographique, ce qui suscite la polémique.
En septembre 2017, la boutique Steam est bloquée en Malaisie sur ordre du gouvernement à cause du jeu Fight of Gods mettant en scène des combats de dieux issus des différentes croyances.
En novembre 2019, deux développeurs ont tenté de lancer des jeux liés à la protestation de Hong Kong sur Steam. Cependant, les deux jeux, intitulés Liberate Hong Kong et Karma, ont été bloqués dans le processus d’approbation de Steam pendant des mois en raison de « contenu controversé et potentiellement illégal ». Dans une lettre écrite à Valve, l'équipe a exprimé sa crainte que Steam n'effectue un acte de censure afin de maintenir « de bonnes relations avec un certain régime oppressif pour supprimer la démocratie, la liberté et les droits de l'homme ». À ce jour, le jeu Liberate Hong Kong a été supprimé de Steam et Karma est toujours dans le processus d'approbation sans date spécifique.